# Thomas Weatherall
Thomas Weatherall   (Brisbane, 22 d'agost de 2000) és un actor i dramaturg australià. És conegut per haver actuat en les sèries de televisió RFDS i Heartbreak High, així com per haver escrit l'obra de teatre Blue, estrenada el 2019.

## Vida primerenca i formació
Thomas Weatherall va néixer el 22 d'agost del 2000 a Brisbane, una ciutat a l'estat australià de Queensland. Forma part del poble indígena dels kamilaroi.
Va créixer a la regió de Gold Coast i va estudiar al Marymount College. Allà va ser un membre actiu del club cultural, tant que en el seu darrer any, el 2017, va exercir de capità de l'equip. Aquell mateix any, estant encara a Marymount, va interpretar el paper de Lonny Barnett i va fer d'executiu musical de l'obra escolar Rock of Ages.
Des de la infantesa havia volgut ser ballarí i havia practicat molts anys per a assolir aquest objectiu. Així i tot, en l'últim any d'educació secundària, va sentir parlar d'un càsting de la cadena ABC Television per a la sèrie Deadlock i va decidir provar fortuna. Després d'aconseguir el paper, es va descobrir apassionat per la interpretació i es va posar a estudiar teatre a la Universitat de Tecnologia de Queensland. Quan va haver fet carrera, va deixar els estudis.

## Carrera

### Com a actor
El primer paper professional de Weatherall com a actor va ser en la premiada minisèrie de l'ABC Deadlock. Encara estudiava a l'acadèmia de teatre i treballava en una botiga de sabates quan el van seleccionar per a representar un personatge de la sèrie RFDS de Seven Network. S'hi havia presentat bàsicament per tenir l'oportunitat d'interpretar el fill de Rob Collins en pantalla. Va saltar a la fama internacionalment amb la sèrie de Netflix Heartbreak High, estrenada el 2022. Va ser una de les sèries en anglès més vistes de la plataforma, en la primera setmana fins i tot va arribar al Top 10 d'Austràlia i de 45 països més. A més dels mencionats, Weatherall va tenir papers en les sèries d'ABC All My Friends Are Racist i Troppo.
Pròximament, coprotagonitzarà amb Jacob Elordi l'adaptació televisiva de Prime Video de la novel·la L'estret camí al nord profund, escrita per Richard Flanagan. També ha estat anunciat que formarà part de l'elenc de la sèrie de Disney+ Last Days of the Space Age.

### Com a dramaturg
Weatherall es va donar a conèixer com a dramaturg amb l'obra de teatre Blue, que va començar a escriure el 2019 partint del seu diari d'institut a tall de teràpia autoimposada. Després de guanyar una beca per a completar l'obra, la va dotar de més detalls ficticis i la representar al Teatre Belvoir de Sydney el 2023. L'obra, amb format de monòleg, va tenir una bona rebuda durant la temporada que va durar al Belvoir. El març del 2024, la Companyia de Teatre de l'Estat d'Austràlia Meridional (STCSA) va representar-la al Festival d'Arts d'Adelaide, celebrat a Adelaide (Austràlia Meridional), amb Callan Purcell com a protagonista. El maig del 2024, Weatherall va tornar a protagonitzar Blue, aquesta vegada a la sala La Boite Theatre de Brisbane.

## Reconeixements i premis
- 2021: Beca Balnaves, atorgada per la companyia de teatre Belvoir a un dramaturg indígena emergent[14]
- 2022: Premi AACTA al millor actor convidat o secundari en un drama televisiu, per Heartbreak High[15]
- 2023: Premi Logie al millor actor secundari, per Heartbreak High[5][16]

## Filmografia
| Any     | Títol                              | Rol              | Notes                             | Ref    |
| ------- | ---------------------------------- | ---------------- | --------------------------------- | ------ |
| 2024    | Last Days of the Space Age         | TBA              | Sèrie original de Disney+         | [ 17 ] |
| 2024    | El camí estret cap al nord profund | TBA              | En producció (a novembre de 2023) | [ 18 ] |
| 2021-23 | RFDS                               | Darren Yates     | 12 episodis                       |        |
| 2022-   | Heartbreak High                    | Malakai Mitchell | Paper principal, 16 episodis      |        |
| 2022    | Troppo                             | Charlie          | 6 episodis                        |        |
| 2021    | All My Friends Are Racist          | Luke             | 2 episodis                        |        |
| 2019    | Shed                               | Víctor           | Curtmetratge                      |        |
| 2018    | Deadlock                           | Aero             | 5 episodis                        |        |